# Cullen (planta)
Cullen es un género de plantas con flores con 35 especies de la familia Fabaceae. Es originario de África, Asia y Australia.

## Descripción
Son hierbas anuales o perennes de vida corta, inermes, ramificadas en la base, con numerosas glándulas sentadas y purpúreas en todos los órganos vegetativos –excepto en los peciólulos de los folíolos–, inflorescencias, cálices y ovarios que les confieren un olor a betún característico; indumento formado por pelos basifijos, unicelulares, rectos o uncinados.
Ramas alternas, en zigzag, angulosas cuando jóvenes, redondeadas de adultas. Hojas alternas, estipuladas, pecioladas, imparipinnadas, pulvinuladas, con 3 folíolos, 2 laterales opuestos, y 1 terminal distante de los laterales; estípulas lanceoladas, enteras, libres entre sí, no soldadas al pecíolo, persistentes; pecíolo con 5 costillas muy pronunciadas, prismático, con un surco o canal entre las dos costillas adaxiales que terminan en 2 estipelas a la salida de los folíolos laterales; folíolos peciolulados, pulvinulados, con pelos dispersos por el haz, pelosos sobre los nervios del envés.
Inflorescencias axilares, pedunculadas, bracteadas, en forma de racimos espiciformes compactos, con numerosas flores; flores dispuestas en grupos de (2)3 con una bráctea común, cortamente pediceladas, sin bractéolas. Cáliz tubuloso, con 10 nervios, con 2 dientes superiores, 2 laterales y 1 inferior, los superiores y laterales lanceolados, planos, más pequeños que el inferior, el inferior cóncavo. Corola soldada al tálamo floral, glabra, blanca o blanco-azulada con la quilla purpúrea, con los pétalos unguiculados; estandarte de la longitud de las alas y quilla, con uña muy corta y ancha; alas elípticas, redondeadas y obtusas en el ápice, con una aurícula muy desarrollada en la base del limbo, con uña más corta que el limbo; quilla elíptica, obtusa y algo apiculada en el ápice, débilmente auriculada en la base del limbo, con uña más corta que el limbo. Androceo diadelfo, con el estambre vexilar libre, y los 9 restantes soldados para formar un tubo abierto, que alternan estambres con anteras dorsifijas con otros de anteras basifijas; tubo estaminal membranoso, oblicuo, glabro; filamentos estaminales cilíndricos; anteras ovoideas, todas semejantes. Ovario estipitado, glanduloso, algo peloso en el ápice, con 1 rudimento seminal; estilo acodado y ensanchado hacia la mitad, peloso en la base, el resto glabro; estigma terminal, hemisférico, rodeado de papilas largas y setosas, el resto forma una masa ± gelatinosa y compacta.
Fruto indehiscente, ovoideo, verrugoso, carnoso, monospermo, con el resto del podogino membranoso y con una callosidad fusiforme en la zona inferior de la sutura ventral; pericarpo oleaginoso íntimamente unido a la testa de la semilla. Semillas de más de 3,5 mm, reniformes, algo aplanadas.
Tiene un número de cromosomas de x = 11.

## Taxonomía
El género fue descrito por Friedrich Kasimir Medikus y publicado en Vorlesungen der Churpfälzischen physicalisch-ökonomischen Gesellschaft 2: 381. 1787.
Etimología
Cullen: nombre genérico que es quizás del nombre que recibe en Chile la Psoralea glandulosa L., culén y culé m. –“cullen”, en la traducción francesa de Molina, “Essai sur l’histoire naturelle du Chili”, p. 134 (1789), y en Lam., Encycl. 5: 685 (1804), donde se describe una Psoralea cullen Poir.

## Especies seleccionadas
- Cullen americanum (L.) Rydb. - higueruela[4]
- Cullen australasicum
- Cullen badocanum
- Cullen balsamicum
- Cullen biflora
- Cullen candidum
- Cullen cinereum
- Cullen corallum
- Cullen corylifolium
- Cullen cuneatum
- Cullen discolor